# Juan Álvarez de Lorenzana y Guerrero
Juan Álvarez de Lorenzana y Guerrero, (Oviedo, 29 d'agost de 1818 - Madrid, 15 de juliol de 1883), X Vescomte de Barrantes, va ser un polític, periodista i noble espanyol.

## Biografia
Va néixer al carrer de l'Àguila, a El Antiguo. Va cursar estudis de Dret per la Universitat d'Oviedo. En 1856 va ser designat sotssecretari de governació, al costat de José de Posada Herrera. De 1857 a 1883 va ser diputat i senador per Llaviana, Avilés i Salas.
En la seva carrera política, durant el regnat d'Isabel II, Lorenzana va ser membre del Partit Moderat, canviant després a la Unió Liberal de Leopoldo O'Donnell. Va ser nomenat ministre d'Estat de 1868 a 1869, després de la revolució que va enderrocar Isabel II, en un gabinet encapçalat per Francisco Serrano.
En 1874 va ser nomenat ambaixador d'Espanya davant la Santa Seu, i després de la restauració de la monarquia en Alfons XII, va ser conseller d'Estat i senador vitalici des de 1877.
Va ser nomenat cavaller gran creu de l'Orde de Carles III i cavaller gran creu de l'Orde d'Isabel la Catòlica. I havent estat un gran periodista, fou un orador mediocre.